# Nicolas Copernic
« Copernic » redirige ici. Pour les autres significations, voir Copernic (homonymie).
Nicolas Copernic (polonais : Mikołaj Kopernik /miˈkɔwaj kɔˈpɜrnik/, allemand : Nikolaus Kopernikus, latin : Nicolaus Copernicus Torinensis/Thorunensis/Torunensis) est un astronome polonais, également chanoine, médecin et mathématicien, né le 19 février 1473 à Thorn (Toruń) en Prusse royale (royaume de Pologne), et mort le 24 mai 1543 à Frauenburg (Prusse royale, royaume de Pologne ; aujourd'hui Frombork).
Il est célèbre pour avoir développé et défendu la théorie de l'héliocentrisme, selon laquelle la Terre tourne autour du Soleil, supposé au centre de l'Univers, contre l'opinion alors admise que la Terre était centrale et immobile. Les conséquences de cette théorie, ayant causé de profonds changements des points de vue scientifique, philosophique et religieux, sont désignées comme la révolution copernicienne.

## Biographie

### Naissance et études

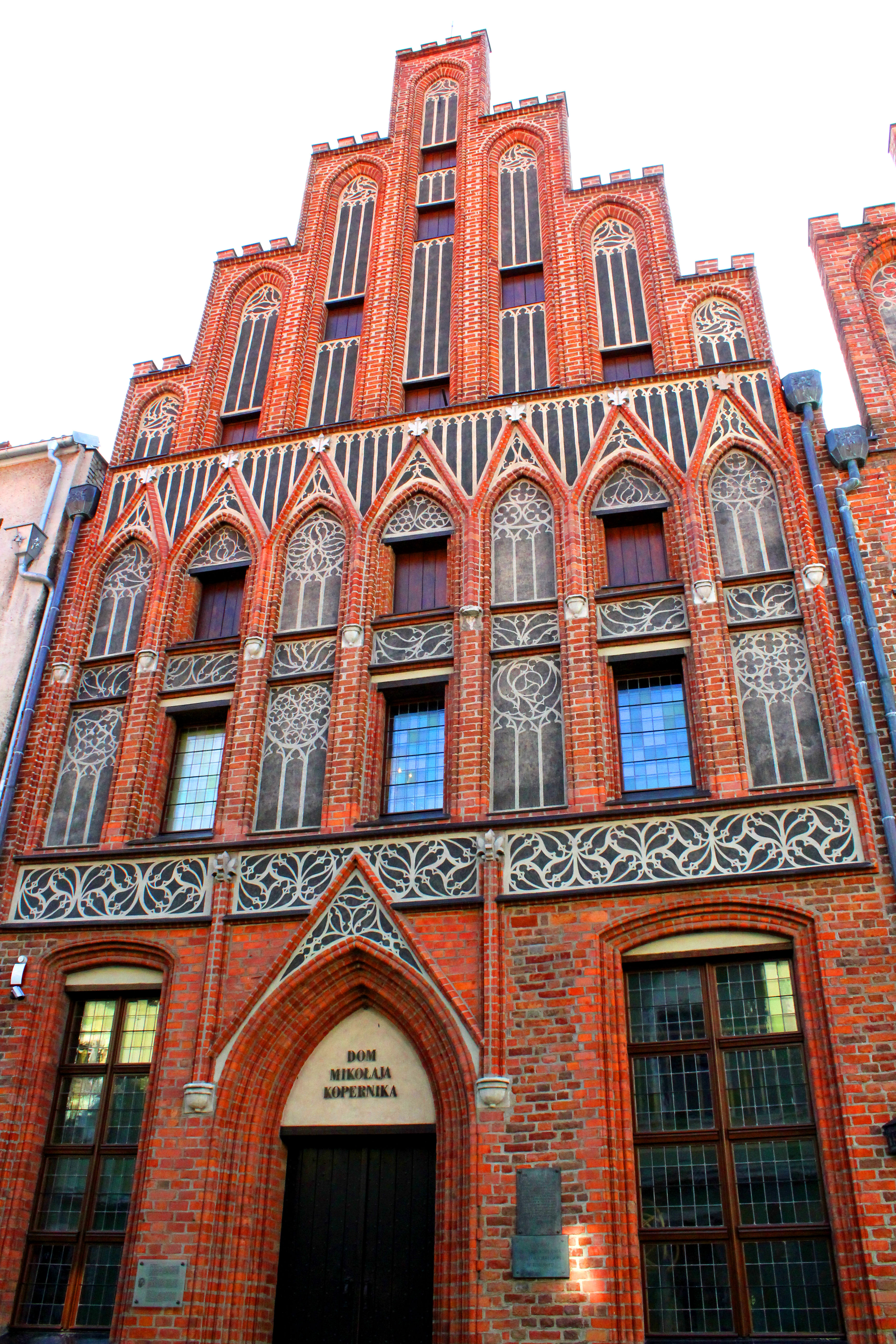
Façade de la maison de Copernic, où ce dernier a passé ses premières années.

Nicolas Copernic est né le 19 février 1473 dans une famille riche de la ville hanséatique de Thorn, en Poméranie. Son père, également prénommé Nicolas, négociant en cuivre originaire du village éponyme de Silésie (Koperniki), est un bourgeois de Cracovie venu s'établir à Thorn peu avant l'annexion de la région par le royaume de Pologne, et suffisamment intégré pour y devenir échevin. Il est investi dans les affaires politiques et, avec d'autres bourgeois de Thorn, finance Casimir IV dans sa guerre contre l'ordre Teutonique, qui se termine en 1466 par la victoire du roi de Pologne. Sa mère, Barbara Watzenrode (ou Watzelrode), est d'une ancienne famille de Thorn, probablement originaire de Silésie.
La famille de Nicolas Copernic était plutôt liée à la population germanophone. Lui-même écrira et étudiera en latin ; il parlait allemand et avait une connaissance élémentaire du polonais.
Le jeune Nicolas passe son enfance à Thorn, d'abord au 17 de la rue Sainte-Anne (aujourd'hui renommée rue Copernic). Alors qu'il est âgé de sept ans, la famille déménage au 36 de la place du marché de la même ville. Très tôt, le jeune Copernic est initié à l'art, à la musique et aux belles-lettres. Il fréquente l'école paroissiale de l'église Saint-Jean. Il a trois frère et sœurs plus âgés : Andrzej (né vers 1465) est devenu chanoine augustinien à Frauenburg ; Barbara (née vers 1469), devenue religieuse bénédictine puis, dans ses dernières années, prieure d'un couvent à Kulm, est morte après 1517 ; Katarzyna (née vers 1471) a épousé Barthel Gertner, homme d'affaires et conseiller municipal de Thorn, et a laissé cinq enfants, dont Copernic a pris soin jusqu'à la fin de sa vie.

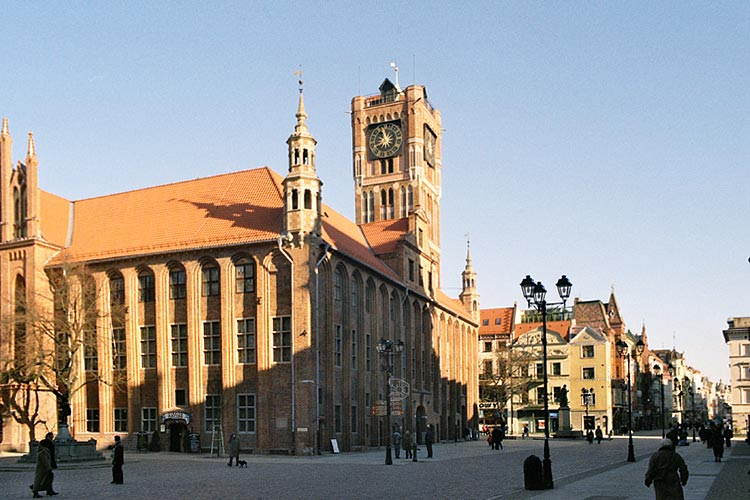
Toruń (en allemand : « Thorn »), la ville où est né Nicolas Copernic

Après le décès de son père (vers 1483), il est pris en charge par son oncle maternel, futur évêque de Varmie, Lukas Watzelrode (ou Lucas Watzenrode). Celui-ci veille sur son neveu et s'assure qu'il fréquente les meilleures écoles et universités ; en 1491, il devient étudiant à l'université de Cracovie (actuellement l'université Jagellonne) où il étudie les mathématiques et l'astronomie (quadrivium), mais aussi la médecine et le droit, tout en suivant probablement le trivium, cours habituel de la Faculté des arts (centré sur la dialectique et la philosophie). Il quitte cette université après trois ou quatre ans, trop tôt pour obtenir un diplôme.
Il retourne alors chez son oncle, qui tente de le faire élire chanoine au chapitre de la cathédrale de Frauenburg. Sans attendre la confirmation de son élection (en 1497), il se rend en 1496 en Italie où il étudie à l'université de Bologne le droit canonique puis le droit civil, mais aussi la médecine et la philosophie. Il y apprend le grec, qui lui servira grandement pour étudier les sources de la science antique,. À Bologne, il loge chez l'astronome Domenico Maria Novara, qui est l'un des premiers à remettre en cause l'autorité de Ptolémée.
Selon Rheticus, « il fut moins le disciple que l'assistant et le témoin des observations du très savant Dominicus Maria ». C'est ainsi que Copernic fit la première observation dont nous ayons connaissance de l'occultation de l'étoile Aldébaran par la Lune, le 9 mars 1497.
En 1500, il donne, d'après Rheticus, une conférence sur l'astronomie à Rome, et y observe une éclipse partielle de lune. Le chanoine Copernic se rend l'année suivante au chapitre de la cathédrale de Frauenburg, où on lui accorde une absence supplémentaire de deux ans pour étudier la médecine. Il poursuit donc ses études en médecine et droit à l'université de Padoue, réputée pour son enseignement de médecine. Mais c'est à Ferrare, le 31 mai 1503, qu'il obtient le titre de docteur en droit canon (le doctorat de médecine aurait nécessité trois années d'études.
À la fin de ses études, en 1503, il quitte définitivement l'Italie et réintègre son diocèse.

### Humaniste aux activités multiples, et astronome révolutionnaire
À son retour en Pologne, Copernic se loge auprès de son oncle dans le palais épiscopal de Heilsberg (Lidzbark Warmiński). Il assiste l'évêque dans l'administration du diocèse (qui disposait d'une autonomie politique vis-à-vis du roi de Pologne), et devient également son médecin personnel. La réputation du médecin Copernic semble avoir été grande, puisqu'après la mort de Lukas Watzelrode, il soigne deux de ses successeurs (les évêques Maurice Ferber et Johannes Dantiscus), mais aussi d'autres personnalités et des gens du peuple.

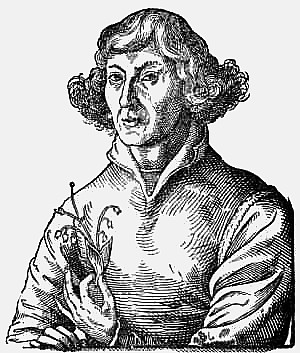
Nicolas Copernic tenant un muguet, attribut du médecin.

En bon humaniste, Copernic s'essaye aussi à la traduction du grec : son premier livre, imprimé en 1509, est une traduction latine de lettres grecques dont l'auteur est un Byzantin du VIIe siècle, Théophylacte Simocatta. Copernic devient ainsi le premier Polonais à publier en Pologne une traduction d'un auteur grec.
Copernic ne succédera pas à son oncle, ainsi que celui-ci l'aurait souhaité, mais il ne délaisse pas pour autant ses tâches de chanoine de l'évêché de Warmie (institution politique tout autant que religieuse). Ainsi, il occupe à plusieurs reprises le poste important d'administrateur des biens du chapitre à Olsztyn (Allenstein). L'invasion de la Warmie par les chevaliers teutoniques en 1520 l'amène même à devenir commandant militaire d'Olsztyn jusqu'à la fin des hostilités,. C'est encore à Olsztyn qu'il compose un Essai sur la frappe de la monnaie, à l'occasion de la crise monétaire qui touche son pays, l'économie étant l'activité qui l'intéressait le plus en dehors de l'astronomie.
Tout au long de ces années, et probablement dès son retour d'Italie, Copernic continue ses recherches en astronomie, et réalise quelques observations des astres depuis la tour de la cathédrale de Frauenburg, qu'il a fait aménager pour cela et où il vécut la plus grande partie de sa vie. Il se convainc rapidement de la nécessité d'abandonner le modèle d'Univers de Ptolémée au profit d'un système héliocentrique. C'est ainsi qu'il écrit, dès les années 1511-1513, De Hypothesibus Motuum Coelestium a se Contitutis Commentariolus (connu sous le titre de Commentariolus), un court traité qui expose le système héliocentrique et qu'il fait secrètement circuler, sous forme manuscrite, auprès de ses amis.

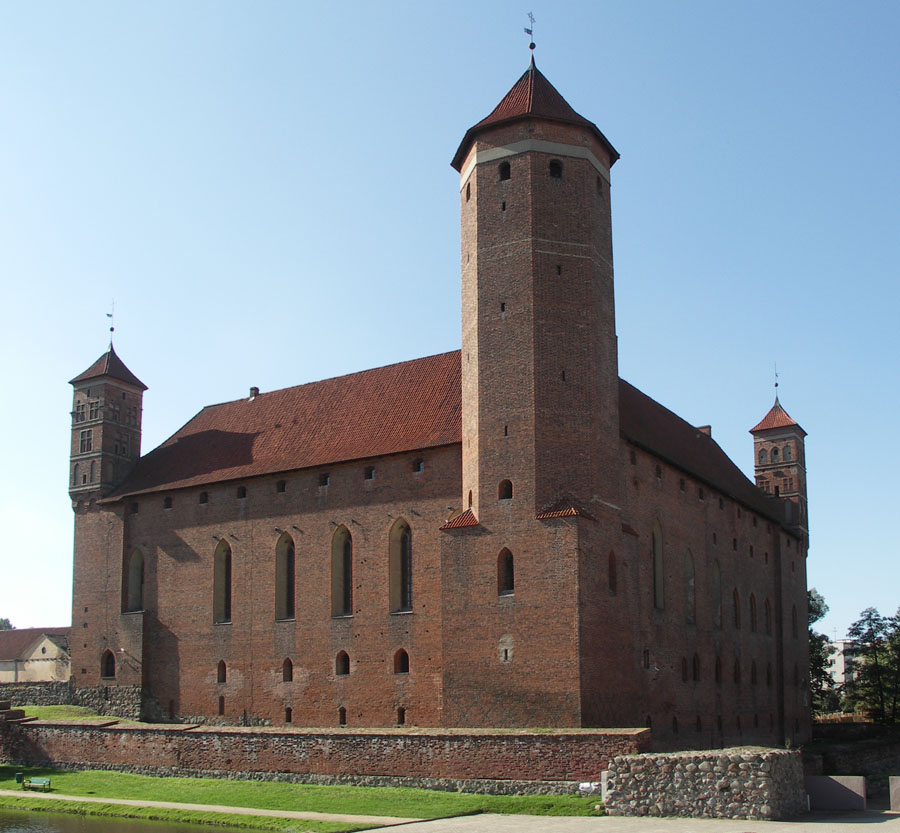
Palais épiscopal de Heilsberg (Lidzbark Warmiński) où vécut Copernic

C'est à la même période que Copernic, dont les compétences astronomiques sont visiblement reconnues, est sollicité dans le cadre du Ve concile du Latran sur la réforme du calendrier.
Pendant 36 ans, de son propre aveu, Copernic garde sa pensée sans la divulguer. C'est probablement bien plus par rigueur scientifique que par conscience des dangers d'une telle publication. Car Copernic, en se livrant aux observations et aux calculs qui doivent confirmer son Système, rencontre des difficultés insurmontables. Comme tous ses prédécesseurs il pense que les planètes ont un mouvement circulaire uniforme, alors qu'il est en réalité légèrement elliptique. C'est Kepler qui fera cette découverte près d'un siècle plus tard (1609), en étudiant le Système de Copernic. En attendant, ce dernier ne parvint jamais à concilier parfaitement ses observations avec ses calculs basés sur l'idée du mouvement circulaire. Autre difficulté rencontrée, le ciel brumeux de la Vistule empêche souvent l'astronome de mener ses observations et il se trouve ainsi dans la nécessité d'exploiter les matériaux douteux accumulés depuis Ptolémée en leur accordant une confiance absolue. Copernic passe alors de longues années à gâter la simplicité de son Système en l'emplissant d'épicycles et d'excentriques, et ce jusqu'au découragement.
Les disciples de Copernic, dont Rheticus, sont moins soucieux des précisions de détail et restent éblouis par les nobles lignes du Système de Copernic. L'enthousiasme des savants ne permet plus à la réalité de se perdre.
Le manuscrit du De Revolutionibus Orbium Coelestium (Des révolutions des sphères célestes) est achevé vers 1530. En 1533, l'hypothèse héliocentrique de Copernic s'est déjà répandue jusqu'au Pape Clément VII, et plusieurs prélats pressent Copernic de la publier. Vers 1540 circulent peut-être déjà des copies ; du moins Georg Joachim Rheticus en publie à cette date à Dantzig une analyse qui connaît un grand succès.
Mais ce n'est qu'en 1543 que l'ouvrage immortel parait enfin chez un imprimeur luthérien de Nuremberg, au moment même de la mort de son auteur. On rapporte que Copernic eut l'occasion d'en manier un exemplaire dans les heures de son agonie.
Bien que chanoine, de son vivant Copernic ne fut jamais inquiété pour ses théories par les autorités ecclésiastiques, et il dédia son livre au Pape Paul III. Mais en 1616, avec la censure de la thèse de Galilée, le De Revolutionibus Orbium Coelestium est finalement mis à l'index des livres interdits par l'Église Catholique (il le sera jusqu'en 1835), jusqu'à correction. Ces corrections, au nombre de dix, sont annoncées en 1620. Elles concernent les passages qui affirment la réalité du modèle héliocentrique. Chaque possesseur de l'ouvrage devait effacer les passages interdits ou les réécrire suivant des instructions précises. De fait ces corrections furent réalisées en Italie (à peu près deux tiers des exemplaires qui nous sont parvenus), mais pas dans le reste de l'Europe.

### Système et théories de Copernic

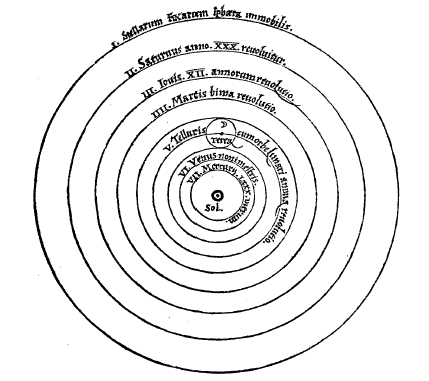
Le système héliocentrique de Copernic (De Revolutionibus orbium coelestium).

Copernic propose une rupture radicale dans l'organisation du cosmos jusque-là établie : les systèmes du monde admis à son époque avaient un point commun, leur géocentrisme : la Terre était immobile au centre de l'univers, tous les astres tournant autour. Au contraire, Copernic place le Soleil au centre de l'univers, la Terre devenant une planète tournant autour de ce point fixe ; c'est l'héliocentrisme.

### Motivations
Pour justifier cette remise en cause totale, Copernic met en exergue les défaillances des systèmes astronomiques existant : tout d'abord, leur multiplicité, d'Eudoxe à Ptolémée en passant par les nombreux aménagements opérés aux théories de ce dernier par les astronomes qui lui ont succédé. Ensuite, leur incapacité à décrire avec précision les phénomènes observés. Enfin, le manque d'ordre et d'harmonie dans ces systèmes extrêmement complexes. Concernant la théorie de Ptolémée, il ajoute une sévère critique de l'astucieuse invention de ce dernier, l'équant, qui viole le principe de l'uniformité des mouvements circulaires par rapport à leur centre, ce qui la rend irréaliste aux yeux de Copernic.
Il propose en réponse à ces insuffisances un système reposant sur quelques axiomes révolutionnaires (présentés dès le Commentariolus), et étayé par une démonstration mathématique minutieuse (exposée dans le De Revolutionibus).
Mais dans son étude du ciel, Copernic dut faire face à plusieurs problèmes qui divisent les astronomes. Il y a l'idée persistante, proposée pour la première fois par Aristote (384-322 av. J.-C.), que les planètes se déplacent de manière uniforme dans un milieu indéfini de sphères invisibles, toujours à des distances fixes d'un point central, la Terre. Cela signifie que l'univers doit être constitué d'une série de sphères concentriques. Malheureusement, cette théorie ne correspondait pas à l'expérience vécue en observant une variation de la luminosité des planètes dans le ciel nocturne.

### Axiomes du système héliocentrique
Ayant disposé le Soleil au centre de l'Univers, il dote donc la Terre de deux mouvements principaux : sa rotation (la Terre tourne sur elle-même et fait un tour sur son axe en une journée) explique dans un premier temps le mouvement diurne de la sphère céleste en un jour, la sphère des étoiles demeurant immobile ; sa révolution annuelle autour du Soleil fait de la Terre une planète, toutes les planètes tournant autour du Soleil. La Terre n'est plus que le centre des mouvements de la Lune.
Pour Copernic, « le mouvement de la Terre seule suffit donc à expliquer un nombre considérable d'irrégularités apparentes dans le ciel », notamment le mouvement rétrograde des planètes, phénomène qui n'était expliqué qu'à grand-peine par les systèmes géocentriques. Pour justifier que l'on ne perçoive pas les effets de la révolution annuelle de la Terre par un effet de parallaxe sur les étoiles, Copernic postule enfin que la sphère des étoiles se situe à une distance considérable, bien plus importante que ce que l'on imaginait jusqu'alors.
Les autres planètes tournent aussi autour du Soleil, en des durées d'autant plus longues qu'elles sont éloignées du Soleil. D'où le terme "héliocentrique" pour qualifier ce modèle. Les irrégularités (rétrogradations…) des planètes s'expliquent facilement comme effets de perspective dus au mouvement de l'observateur terrestre. Comme Vénus est en mouvement sur une orbite inférieure à celle de la Terre, on comprend que vue de la Terre, Vénus n'est jamais très écartée du Soleil. Il en est de même pour Mercure. Outre qu'il explique assez bien tout ce qui est observé à l'œil nu, Copernic avance quelques "arguments" en faveur de son modèle :
- Le Soleil a une place primordiale : la beauté de l'astre et son importance comme source de lumière et de vie méritent en effet la place centrale,
- Il est plus rationnel de faire tourner la Terre qu'un corps immensément grand comme l'est la sphère porteuse des étoiles,
- Ce modèle héliocentrique est simple et logique : plus l'astre est éloigné du Soleil, plus son mouvement est lent, pour se terminer par la voûte céleste qui, elle, est fixe.

En réalité, Copernic n'a aucun argument basé sur des observations astronomiques nouvelles : Il explique autrement ce que le monde gréco-romain avait déjà essayé d'expliquer par le modèle géocentrique.

### Avantages du système copernicien
Pour son auteur, la grande force de ce système héliocentrique est qu'il introduit ordre et harmonie dans le cosmos. Il y a en particulier une corrélation logique entre les distances des planètes au centre du système et leur période de révolution. En effet, plus l'orbite d'une planète est grande, plus il lui faudra de temps pour faire une révolution complète autour du Soleil (ce qui n'était pas le cas pour Mercure et Vénus dans le système de Ptolémée, ces deux planètes ayant la même période de révolution que le Soleil). Copernic n'a plus besoin des monstrueux épicycles des planètes que Ptolémée avait introduits pour expliquer leurs rétrogradations. Il élimine également l'incroyable coïncidence qui donnait par exemple à Mars, Jupiter et Saturne la même période d'un an sur ces épicycles (de tailles pourtant inégales). Sa théorie explique en outre pourquoi les planètes internes, Vénus et Mercure, ne s'écartent jamais beaucoup du Soleil et ne se retrouvent jamais en opposition par rapport à lui.
Le système de Copernic permet même de mesurer les distances de chaque planète au Soleil, ce qui était impossible dans un système géocentrique. C'est ce qui permettra plus tard à Johannes Kepler de calculer les trajectoires de ces astres, et d'établir les lois du mouvement dans le Système solaire, lois sur lesquelles Isaac Newton s'appuiera pour élaborer sa théorie de la gravité.

### Univers de Copernic: plus simple et moderne que celui de Ptolémée
Malgré la modernité révolutionnaire de son système, Copernic conserve certains éléments archaïques des anciens systèmes du monde : ainsi l'idée aristotélicienne (pourtant abandonnée par Ptolémée et même probablement déjà par Hipparque) des sphères solides, ou encore la sphère des fixes, contenant les étoiles et marquant la limite d'un univers fini.
On oppose souvent la complexité du système de Ptolémée et de leurs dérivés à la simplicité du système de Copernic. En effet, le premier comporte une multitude de cercles (excentriques et épicycles), tandis que la représentation classique du second ne montre que les six cercles des planètes et celui de la Lune (voir l'illustration). Et il est vrai, comme Copernic nous le dit, que son modèle a permis de supprimer les énormes cercles disgracieux (épicycles ou excentriques) destinés à justifier les inégalités des mouvements des astres (rétrogradations). Cependant, ce schéma du système héliocentrique est trompeur, car extrêmement simplifié. En effet, Copernic considère que le mouvement circulaire uniforme est un principe fondamental de l'astronomie. Or, les observations contredisent l'uniformité des mouvements célestes. Pour concilier ce principe avec la réalité, Copernic, qui a rejeté l'équant de Ptolémée, est obligé d'ajouter à son système une multitude de petits épicycles et d'excentriques dont l'effet est de moduler la vitesse de chaque planète sur son parcours.
Au nom du principe antique de l'uniformité des mouvements circulaires, Copernic a donc rendu son système tout aussi complexe que celui de Ptolémée. Cependant, de nombreux commentateurs de l’œuvre du chanoine-astronome maintiennent que celui-ci a introduit une simplification, car les épicycles de Copernic, beaucoup plus petits que les cercles déférents, ne sont là que pour corriger les petites variations de vitesse et de position des planètes (qui se déplacent en réalité à vitesse variable sur des orbites elliptiques) par rapport à une trajectoire circulaire uniforme, et ne sont pas nécessaires, en première approche, pour décrire les irrégularités apparentes les plus importantes de leurs trajectoires (rétrogradations). Au contraire, les épicycles de Ptolémée, de tailles beaucoup plus importantes (et comparables à celles des déférents), sont indispensables pour expliquer ces irrégularités et ne peuvent donc être omis, même en première approximation.

## Influences

### Inspirateurs, selon Copernic, de sa théorie
Copernic n'est pas l'inventeur de la théorie héliocentrique. Selon Archimède et Plutarque, l'astronome grec Aristarque de Samos était partisan de l'héliocentrisme, dès le IIIe siècle avant notre ère. Copernic d'ailleurs mentionne son prédécesseur, ainsi que les sources antiques qui lui ont inspiré l'hypothèse du mouvement de la Terre. Car, selon son propre témoignage, il a commencé sa recherche, en bon humaniste, par la lecture des textes des Anciens :

« C'est pourquoi je pris la peine de lire les livres de tous les philosophes que je pus obtenir, pour rechercher si quelqu'un d'eux n'avait jamais pensé que les mouvements des sphères du monde soient autres que ne l'admettent ceux qui enseignèrent les mathématiques dans les écoles. Et je trouvai d'abord chez Cicéron que Nicétus pensait que la Terre se mouvait. Plus tard je retrouvai aussi chez Plutarque que quelques autres ont également eu cette opinion. »

— Nicolas Copernic, De Revolutionibus orbium coelestium
Il nomme alors, dans une citation de [pseudo] Plutarque, Philolaus le pythagoricien (pour qui la Terre tournait, comme le Soleil et tous les astres, autour d'un feu central), Héraclide du Pont et Ecphantus le pythagoricien (qui admettaient la rotation de la Terre sur son axe). Et il poursuit : « Partant de là, j'ai commencé, moi aussi, à penser à la mobilité de la Terre ».
Il est à noter que, s'il reconnaît que ces astronomes antiques ont eu l'idée du mouvement de la Terre, il ne signale pas qu'Héraclide avait imaginé, en plus de la rotation de la Terre sur elle-même, que Mercure et Vénus tournaient autour du Soleil, ni qu'Aristarque était à l'origine d'un système héliocentrique : il se contente d'écrire que, selon certains, Aristarque, comme Philolaus, avait admis la mobilité de la Terre. Cette unique mention d'Aristarque, d'ailleurs, sera rayée dans le manuscrit et n'apparaîtra pas dans la version imprimée du De Revolutionibus.
Enfin, il fait référence à Martianus Capella, ainsi qu'à « quelques autres Latins », qui « estimèrent, en effet, que Vénus et Mercure tournent autour du Soleil, qui est au centre, et pour cette raison-là ne peuvent s'éloigner de lui plus loin que ne le permettent les convexités de leurs orbes ». Le système de Capella (que celui-ci appelle « système égyptien », et qui est aussi celui d'Héraclide), dans lequel seules Vénus et Mercure tournent autour du Soleil, ce dernier et les autres planètes tournant autour de la Terre, pourrait avoir amené Copernic sur la voie de l'héliocentrisme.
| |  |  |
| Représentation par Valentin Naboth, en 1576, du modèle géocentrique classique (à gauche), du modèle géo-héliocentrique transmis par Martianus Capella (au centre) et du modèle héliocentrique de Copernic. |  |  |

### Influences possibles ou probables
En plus des influences grecques qu'il revendique, Copernic a peut-être été influencé par des astronomes arabes et perses du Moyen Âge. Il n'en fait pas mention dans son œuvre, mais certains modèles mathématiques utilisés pour décrire le mouvement des astres sont identiques à ceux établis par les astronomes de l’école de Maragha aux XIIIe et XIVe siècles. Ainsi, il utilise pour décomposer un mouvement linéaire en mouvements circulaires la même méthode que l'astronome perse Nasir al-Din al-Tusi.
De même, son modèle du mouvement de la Lune est pratiquement identique à celui d’Ibn al-Shâtir, qui a en outre développé au XIVe siècle des théories planétaires proches de celles décrites par Copernic. Copernic a-t-il eu connaissance des textes de l'école de Maragha ? Nous l'ignorons, mais nous ne pouvons qu'être frappés par ces similitudes.
Ce qui est intéressant, c'est que certains astronomes du monde musulman ont évoqué contre Ptolémée la possibilité d'un mouvement de la Terre, suivant en cela les Grecs et Latins que nous avons cités. Ainsi, la rotation de la Terre sur elle-même a été discutée dès le Xe siècle, en particulier par al-Biruni (qui l'a finalement rejetée pour les mêmes raisons qu'Aristote et Ptolémée). Plus tard, des astronomes de Maragha, parmi lesquels Ibn al-Shatir, ont poursuivi et approfondi cette réflexion.
En Europe également, le système de Ptolémée et la physique d'Aristote ont été contestés par des philosophes et des astronomes connus de Copernic, et qui ont pu l'amener sur la voie de l'héliocentrisme. Ainsi, les philosophes Nicolas de Cues (XVe siècle), qui dans la Docte ignorance chasse la Terre du centre du monde et la rend mobile, ou Jean Scot Érigène (IXe siècle), qui, allant plus loin qu'Héraclide et Martianus Capella, fait tourner autour du Soleil non seulement Mercure et Vénus, mais aussi Mars et Jupiter. Au XIVe siècle, des débats ont eu lieu à l'université de Paris sur l'hypothèse du mouvement de rotation de la Terre, comme le rapporte Pierre Duhem, qui cite à ce propos Nicole Oresme, dont il fait un « précurseur de Copernic ». L'astronome du XVe siècle Peurbach et son élève Regiomontanus, étudiés par Copernic, pourraient avoir eu, selon Ernst Zinner, une influence sur la conversion de Copernic à l'héliocentrisme. Le premier avait débattu du mouvement de la Terre, et noté la corrélation entre les mouvements des planètes et ceux du Soleil ; le second aurait écrit à la fin de sa vie : « Il faut modifier un peu le mouvement des étoiles à cause du mouvement de la Terre ».
Il est possible d'affirmer que les réflexions sur le mouvement de la Terre et la place du Soleil n'étaient pas neuves au temps de Copernic, et que, contrairement à ce que l'on pourrait penser, elles avaient largement eu cours au Moyen Âge, tant dans l'Europe chrétienne que dans le monde musulman. Thomas Samuel Kuhn écrit à ce propos :

« Du fait que Copernic commença là où Ptolémée s'était arrêté, beaucoup de gens conclurent que la science fut inexistante au cours des siècles qui séparent la vie de ces deux hommes. En fait, l'activité scientifique, bien qu'intermittente, fut très intense et joua un rôle essentiel dans la préparation du terrain qui permit à la révolution copernicienne de commencer et de s'imposer. »

Toutefois, il ne faudrait pas pour autant, ainsi que le fait Arthur Koestler, minimiser l'apport personnel de Copernic dans la révolution héliocentrique. L'opinion du célèbre auteur des Somnambules a d'ailleurs été reprise depuis, l'étude récente des précurseurs arabo-perses de l'astronome polonais tendant à la renforcer. Mais Koestler reconnaît lui-même que Copernic a eu l'immense mérite de développer l'idée de l'héliocentrisme, envisagée par d'autres avant lui, pour en faire un système complet, à l'instar de celui de Ptolémée. Personne avant lui n'avait construit un tel système, dans toute sa complexité, ni défendu l'héliocentrisme avec autant d'application et de conviction. Et nul ne conteste que ce soit le De Revolutionibus, conçu comme un nouvel Almageste, qui marque, par son importance historique considérable, l'origine de ce qu'il est convenu d'appeler, à juste titre, la révolution copernicienne.

## Révolution copernicienne
Avant Copernic, la façon de voir le cosmos reposait sur la thèse aristotélicienne que la Terre est au centre de l'univers et que tout tourne autour d'elle : « l'univers géocentrique ». La description des mouvements des astres reposait sur le système dit « de Ptolémée » et la théorie des épicycles. Cette vision de l'univers (le géocentrisme) demeura la doctrine établie jusqu’à la fin de la Renaissance et ne fut totalement abandonnée par les savants et par l'Église que vers 1750.

### Réticences

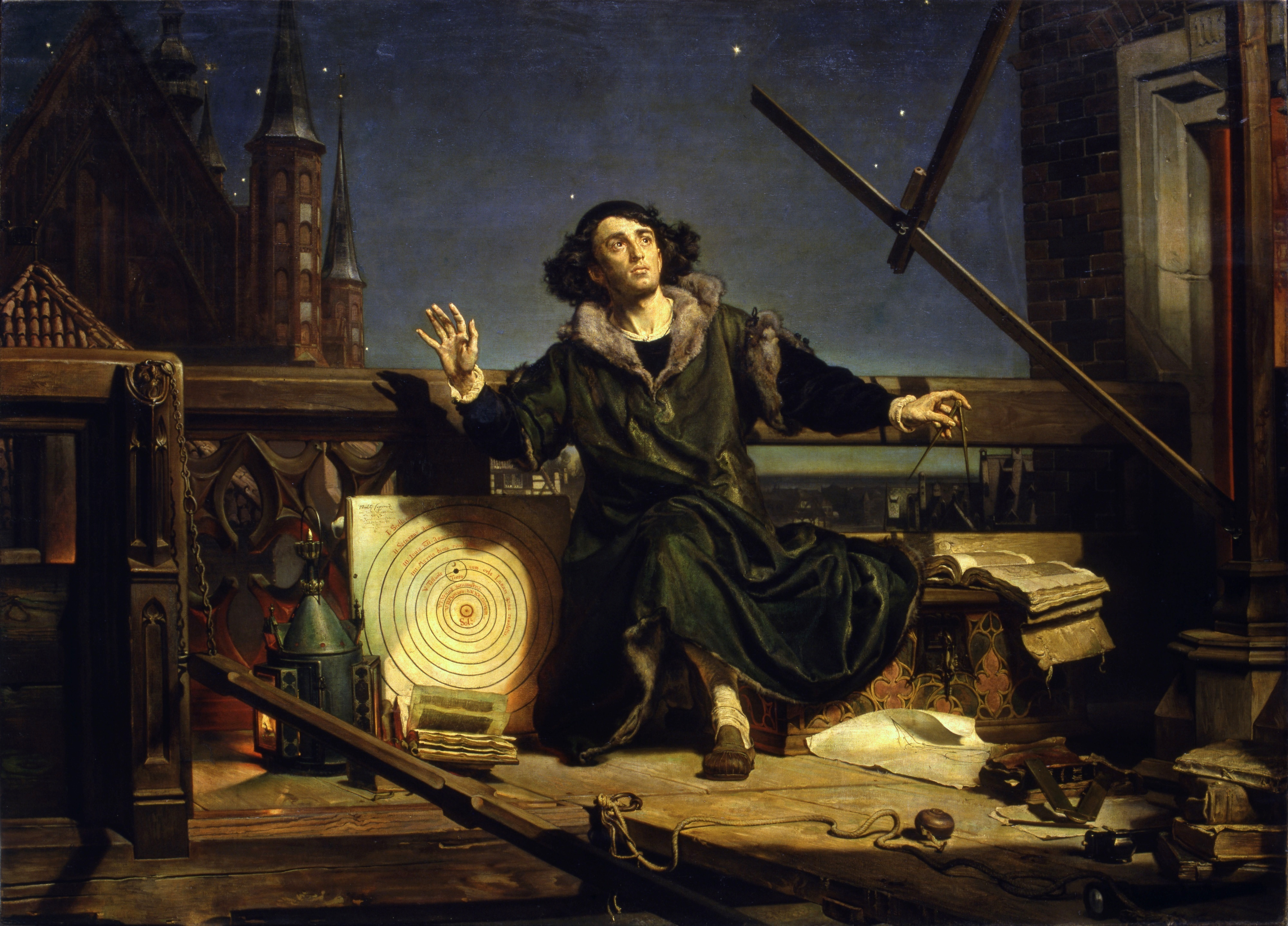
Portrait de Copernic par Jan Matejko : Conversation avec Dieu.

Au XVIe siècle, on croit fermement que la Terre est immobile et que la théorie du géocentrisme est la règle universelle. On accepte mal que la Terre soit mobile. Les chercheurs et scientifiques du XVIe siècle acceptent certains éléments de la théorie, en revanche la base de l'héliocentrisme est rejetée.
L'acceptation de la nouvelle théorie va devenir l'enjeu d'une lutte d'influence aux confins de l'Université, de la politique et de la religion. Dès 1533, le pape Clément VII avait connaissance des travaux de Copernic sans les critiquer et, en 1536, le cardinal-archevêque de Capoue Nikolaus von Schönberg l'encourage à communiquer ses recherches. Fort de cet accueil, Copernic fait parvenir au pape Paul III un exemplaire dédicacé de la première version de son livre De revolutionibus coelestium,. De son vivant, à aucun moment, Copernic ne fut inquiété par l'Église.
Cependant, seuls une dizaine de clercs de son époque lui accordent un appui. Mais ces chercheurs travaillent souvent à l'extérieur des universités (subventionnées), dans des cours royales ou impériales, ou encore même tout près de l'Église. Les plus célèbres sont Giordano Bruno et l'astronome allemand Johannes Kepler (1571-1630). En 1582, lors de la grande réforme du calendrier par le pape Grégoire XIII les travaux de Copernic sur l'héliocentrisme furent utilisés. Ce n'est qu'après, qu'une féroce bataille d'universitaires va déclencher la polémique qui aboutira à la condamnation des travaux de Copernic, malgré des efforts pour tenter de trouver un compromis.
Près de cent ans après la parution du livre Des révolutions des sphères célestes, réticences et hésitations existent toujours. Si certains philosophes jésuites sont profondément convaincus - certains sont même disciples de Copernic -, d'autres préfèrent le système de Tycho Brahe. L'astronome danois Tycho Brahe soutient une théorie qui garde la Terre immobile mais prétend que toutes les autres planètes tournent autour du Soleil pendant que celui-ci tourne autour de la Terre, ce qui, sur le strict plan mathématique, est équivalent au système de Copernic.
Galilée défend les travaux de Copernic et mène une féroce guerre d'influence contre ses collègues universitaires italiens qui montent contre lui les Dominicains. Galilée est l'ami du pape et ne peut être directement attaqué. Ses adversaires vont donc s'attacher à mettre à l'Index les travaux de Copernic qui est sa référence. Le pape refuse de déclarer Copernic hérétique mais ne peut empêcher de faire condamner ce qui pourrait déborder sur la théologie. Le système de Copernic sera finalement condamné en 1616. Galilée reste un fervent défenseur de la théorie copernicienne et son attitude aboutit au fameux procès de 1633 où il est condamné par un tribunal ecclésiastique.
Dès 1664, les auteurs coperniciens sont retirés de l'Index, mais il faut attendre la fin du XVIIe siècle pour voir se réconcilier la plupart des savants de l'Europe, grâce à la mise en place de la mécanique céleste d'Isaac Newton. Mis à part l'Angleterre, la France, les Pays-Bas et le Danemark, le reste de l'Europe garde sa position anti-copernicienne pendant encore un siècle. La première preuve scientifique de la rotation de la Terre autour du Soleil fut produite, en 1728, par James Bradley, par l'explication qu'il donna à « l'aberration de la lumière ».
À partir de 1741 et sous l'influence de Roger Boscovich le pape Benoît XIV abandonne progressivement le système géocentrique. En 1757, le jésuite obtient que les livres de Copernic et Galilée soient retirés de l'Index. Galilée est réhabilité en 1784, mais ce n'est qu'en 1822 que l'Église accepte définitivement et complètement l'idée que la Terre tourne autour du Soleil, par un décret approuvé par le pape Pie VII déclarant permises à Rome l'impression et la publication d'ouvrages traitant de la mobilité de la Terre et de l'immobilité du ciel selon l'opinion commune des astronomes modernes..
Cette nouvelle théorie du monde était loin de faire l'unanimité. Elle heurtait le sens commun des populations et allait, chez les érudits, à l'encontre d'une tradition de pensée vieille de plus de 2 000 ans.

### Son influence

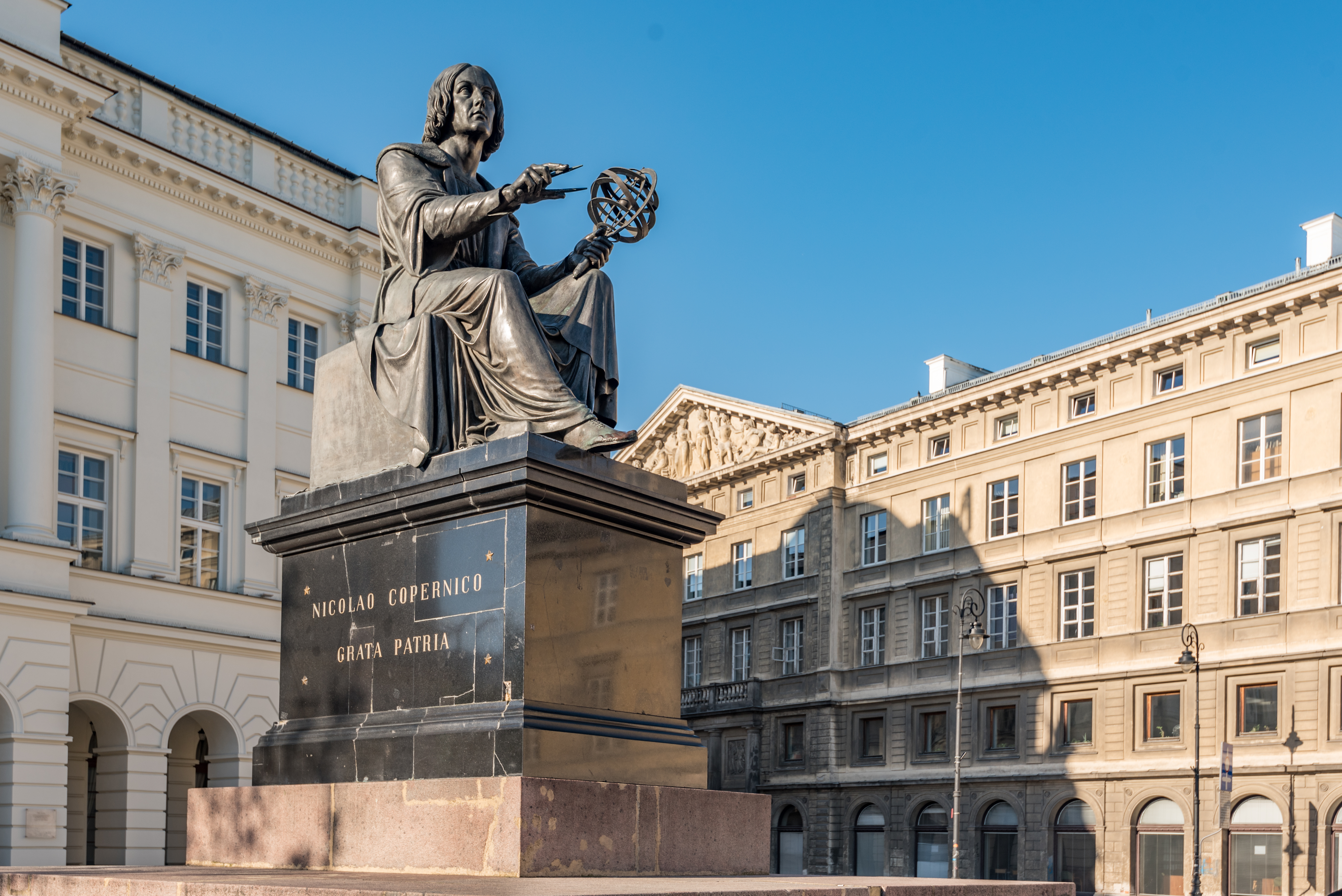
Monument en l'honneur de Mikołaj Kopernik de Bertel Thorvaldsen à Varsovie.

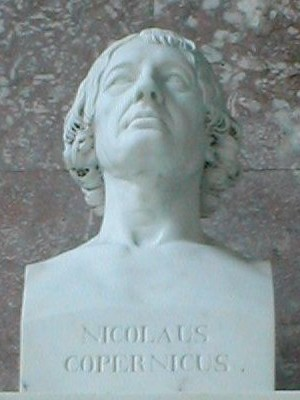
Buste (1807) de Copernic, dans le Walhalla à Donaustauf, Allemagne, réalisé par Schadow.

Copernic a retardé de plusieurs années la parution de l'œuvre de sa vie. Ses croyances et la peur de la réaction de l'Église et de Wittenberg en sont les principales raisons. Ce texte ne sera publié que le jour de sa mort.
Il n'oublia pas une dédicace au pape Paul III dans son œuvre rédigée en latin où il revendiqua le droit à la liberté d'expression.
Copernic sut libérer les scientifiques et chercheurs de leurs préjugés (le système cosmologique d'Aristote et de Ptolémée était longtemps resté la référence). Il amena aussi par la suite les théologiens à s'interroger sur l'interprétation des textes sacrés. Il fallut attendre le XIXe siècle pour que les théologiens reprennent une certaine distance vis-à-vis de l'interprétation trop littérale des textes sacrés, ce qui nécessita tout de même un renouvellement des études bibliques (exégèse et herméneutique).
L'influence de Copernic se fit sentir jusque dans le domaine philosophique : Descartes, qui avait rédigé un Traité du monde et de la lumière, fut étonné de la décision de l'Inquisition lorsqu'il apprit la condamnation de Galilée (procopernicien) en 1633. C'est la raison pour laquelle Descartes s'orienta vers la philosophie et rédigea le fameux Discours de la méthode et quelques autres ouvrages philosophiques qui constituaient un projet de recherche d'une science universelle.
Ce n'est pas sans raison que l'on parle de révolution copernicienne, car l'influence du système de Copernic se fit sentir profondément dans tous les domaines de la connaissance humaine.
Les conceptions de contemporains de Copernic étaient les suivantes.
- La Terre ne peut être mise sur le même pied qu'une planète : par comparaison avec la Terre, les astres du ciel sont d'une nature fondamentalement différente. Ils ne sont pas soumis aux mêmes lois que les objets terrestres que l'homme peut approcher, au point qu'il est illusoire de réunir la Terre et le Ciel sous une même Science.
- Aucun objet visible à l'œil nu ne tourne autour d'un autre astre. Au contraire, tous semblent bien tourner autour de la Terre.
- La Terre est beaucoup trop massive pour tourner sur elle-même sans l'intervention d'une force gigantesque et permanente.
- Si la Terre tournait, un objet en chute libre ne pourrait pas tomber verticalement, mais retomberait à l'ouest de son point de chute. De plus, il devrait y avoir constamment un vent d'Est[55].

## Controverse sur sa nationalité
Selon Konrad Rudnicki, la nationalité de Copernic a été objet de controverses à partir de la seconde moitié du XIXe siècle, lors de la montée des nationalismes, car son père était polonais et sa mère allemande, qu'il est né en territoire polonais mais dans une ville hanséatique à population majoritairement allemande. Pourtant Luther disait qu'en son temps il était considéré comme polonais, au moins par les Allemands.
Il est généralement reconnu comme polonais. Mais en 1496, il s'était inscrit dans la natio allemande pour étudier le droit canon à l'université de Bologne. Selon l'épistémologue Simone Mazauric, il est né « dans une famille germanophone, ce qui explique que Copernic ait été fréquemment désigné, au moins jusqu'au XIXe siècle, comme astronome allemand ».

## Enquête sur sa tombe
Le lieu exact de l'inhumation de Copernic est longtemps demeuré inconnu, mais en 2005 des ossements sont retrouvés dans la cathédrale de Frombork (Pologne), près de l'autel dont il avait la charge.
Le 20 novembre 2008, des chercheurs de l'Institut médico-légal de Cracovie et de l'université d'Uppsala confirment que le crâne et le fémur retrouvés sont ceux de Copernic, grâce à deux cheveux trouvés dans un exemplaire, conservé en Suède, du Calendarium Romanum Magnum de Johannes Stœffler dont Copernic s'est servi toute sa vie,.
Le 22 mai 2010, lendemain du 467e anniversaire de sa mort, Copernic, dont les restes sont identifiés, est enterré à nouveau dans la cathédrale de Frombork, dans le Nord de la Pologne. Lors de la cérémonie religieuse, le cercueil de Copernic est à nouveau enfoui sous le sol de la cathédrale construite au XIVe siècle, au pied d'une tombe neuve en granit noir frappée d'une représentation d'un modèle du Système solaire. Dans son discours, l'archevêque Jozef Zycinski déplore les « excès de zèle des défenseurs autoproclamés de l'Église ». Il rappelle la condamnation en 1616 par le pape Paul V de l'œuvre de l'astronome, considérée à l'époque contraire aux Écritures.

## Hommages
L'article Copernicus recense les articles de Wikipédia dont la dénomination est liée à Nicolas Copernic.

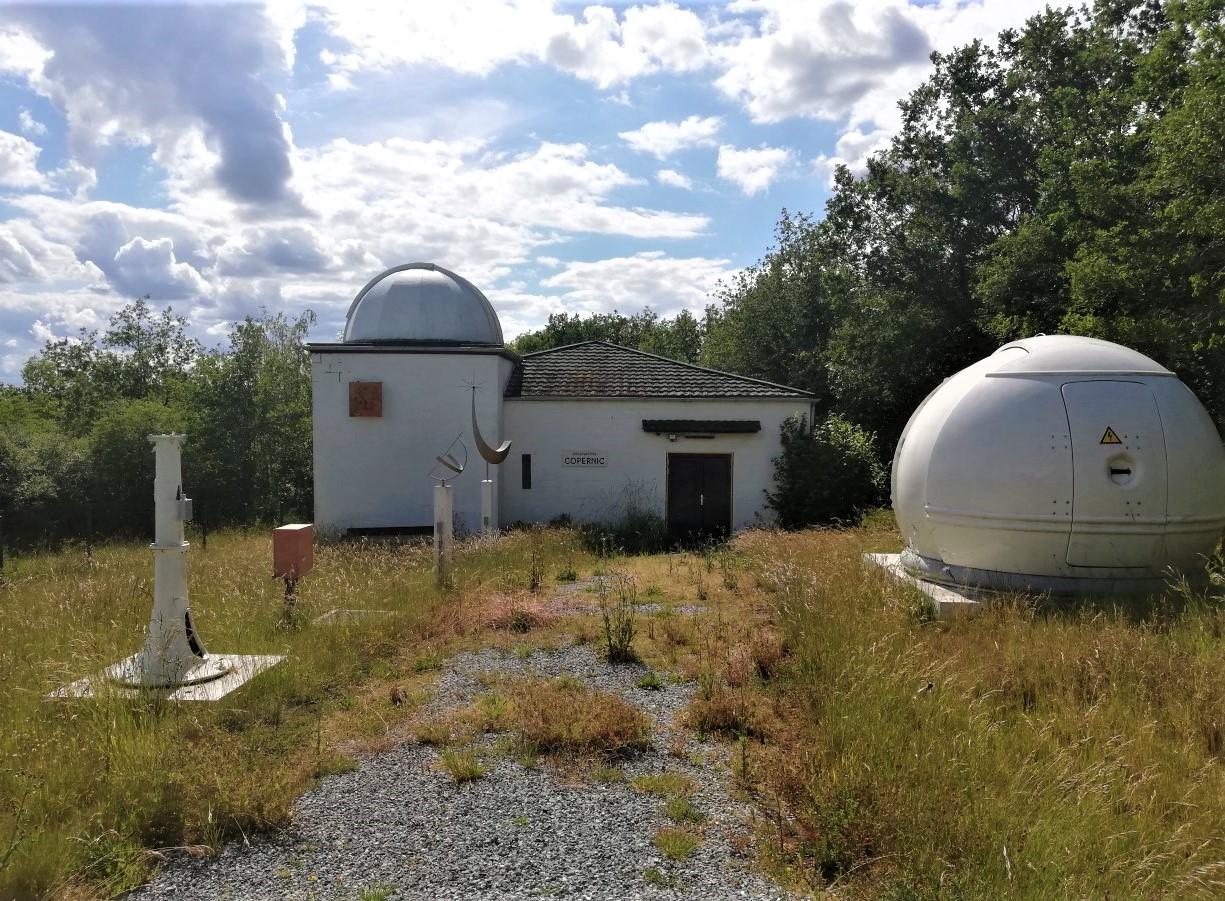
L'observatoire Copernic dans la province de Namur, près de Dinant, en 2020.
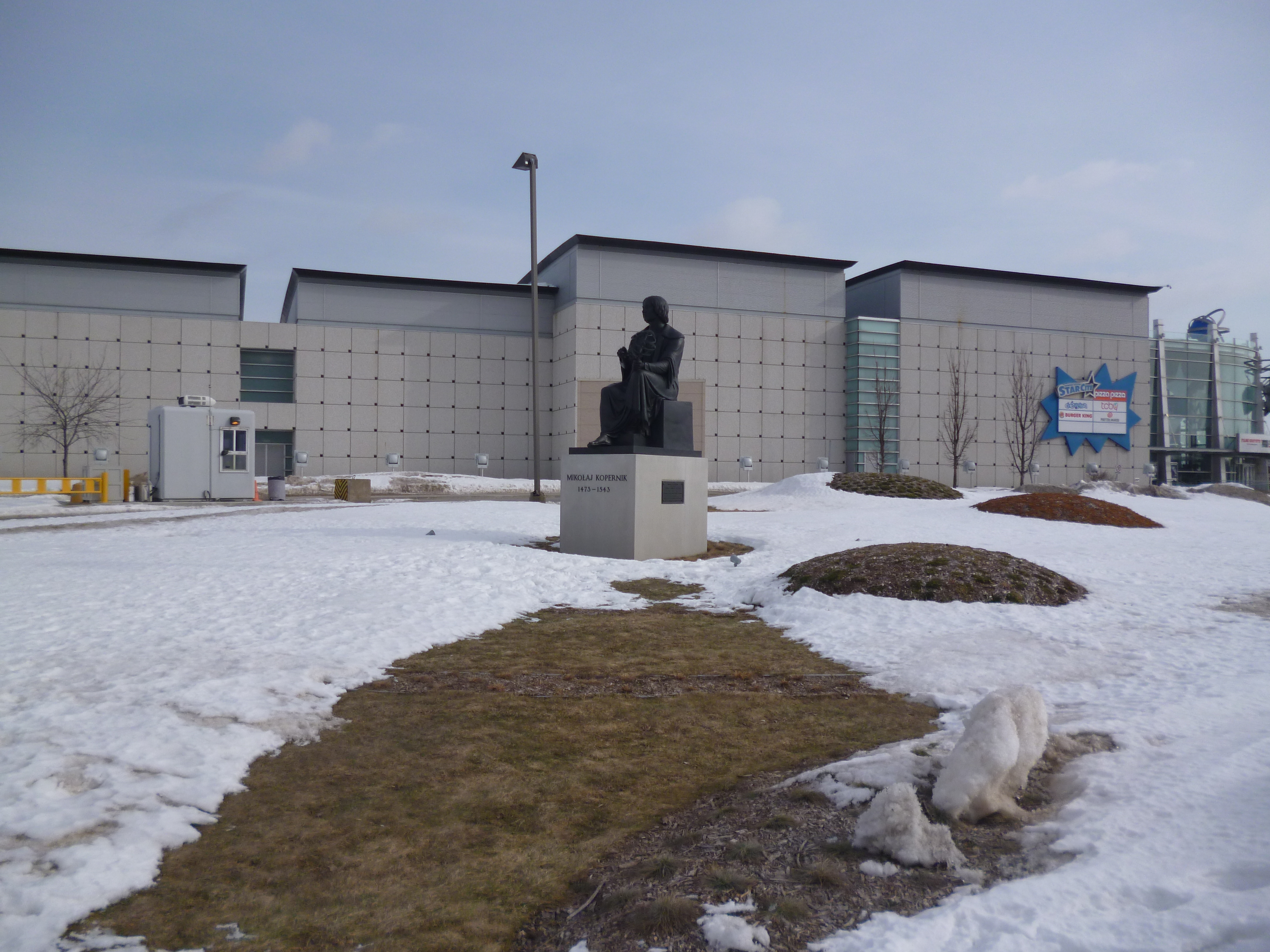
Statue de Copernic, à proximité du Stade olympique de Montréal.

- Copernic est un cratère d'impact lunaire.
- L'astéroïde (1322) Coppernic a été nommé en son honneur (Coppernicus est une des appellations allemandes)[64].
- Le copernicium est un élément chimique, de symbole Cn et de numéro atomique 112.
- La rue Copernic est une voie du 16e arrondissement de Paris.
- Dans les célèbres films Retour vers le futur (Back to the Future, en anglais) de Robert Zemeckis, le chien du docteur Emmett Brown (incarné par Christopher Lloyd), est nommé Copernic (en 1955 uniquement, puis Einstein en 1985).
- Au siège de l'Agence nationale de sécurité sanitaire de l'alimentation, de l'environnement et du travail (Anses) situé à Maisons-Alfort le bâtiment administratif se nomme Copernic.
- Christopher Tin utilise une partie du texte Des révolutions des orbes célestes comme paroles dans sa musique Astronomy.
- La Raketa Copernicus est une montre à aiguilles circulaires de la marque soviétique Ракета produite à Saint-Petersbourg dans les années 1980, et nommée en l'honneur de Copernic. L'aiguille des minutes représente la Terre, et celle des heures, Jupiter (dont la période de révolution est douze fois supérieure à celle de la Terre).
- En 1873, à l'occasion du 400e anniversaire de la naissance de Copernic, le peintre Jan Matejko achève son tableau L'Astronome Copernic ou Conversations avec Dieu.

## Œuvres

### Éditions anciennes
- (la) De revolutionibus orbium coelestium, Amsterdam, Willem Jansz Blaeu, 1617 (lire en ligne)
- (la) De revolutionibus orbium coelestium, Nürnberg, Johann Petreius, 1543 (lire en ligne)

### Éditions modernes
Œuvres complètes, en cours d'édition à Berlin depuis 1974 : Nicolaus Copernicus-Gesamtausgabe :
- Vol. 1, De Revolutionibus : Faksimile des Manuskriptes ; hrsg. von Heribert M. Nobis. Hildesheim : A. Gerstenberg, 1974.  (ISBN 978-3-8067-0331-3).
- Vol. 2, De Revolutionibus libri sex [kritischer Text] ; hrsg. von Heribert Maria Nobis und Bernhard Sticker. Hildesheim : Gerstenberg, 1984.  (ISBN 978-3-527-28326-2).
- Vol. 3-1, Kommentar zu De revolutionibus ; hrsg. von Heribert Maria Nobis und Felix Schmeidel. Berlin : Akademie Verlag, 1998.  (ISBN 978-3-05-003123-1).
- Vol. 5, Opera minora ; hrsg. von Stefan Kirschner und Andreas Kühne. Berlin : Akademie Verlag, 1994.  (ISBN 978-3-05-003498-0).
- Vol. 6-1, Documenta copernicana. Briefe ; hrsg. Andreas Kühne, mit Friederike Boockmann und Stefan Kirschner. Berlin : Akademie Verlag, 1994.  (ISBN 978-3-05-002594-0).
- Vol. 6-2, Documenta copernicana. Urkunden, Akten und Nachrichten ; hrsg. Andreas Kühne und Stefan Kirschner. Berlin : Akademie Verlag, 1996.  (ISBN 978-3-05-003009-8).
- Vol. 8-1, Receptio copernicana ; hrsg. Heribert Maria Nobis und Anna Maria Pastori. Berlin : Akademie Verlag, 2002.  (ISBN 978-3-05-003433-1).
- Vol. 9, Biographica copernicana ; hrsg. Andreas Kühne, Stefan Kirschner, mit einem Katalog der frühen Copernicus-Porträts von Gudula Metze. Berlin : Akademie Verlag, 2004.  (ISBN 978-3-05-003848-3).

Traductions françaises :
- Nicolas Copernic, De revolutionibus orbium coelestium / Des révolutions des orbes célestes, éd. critique bilingue sous la dir. de Michel-Pierre Lerner, Alain-Philippe Segonds, Jean-Pierre Verdet, 3 vol., Paris, Les Belles Lettres, coll. Sciences et humanisme, 2700 p., 2015  (ISBN 9782251345147).
- Nicolas Copernic, « Commentariolus », et Joachim Rheticus, « Narratio prima », in H. Hugonnard-Roche, Edward Rosen et Jean-Pierre Verdet (trad., intro. et commentaire), Introductions à l'astronomie de Copernic, Paris, éd. Albert Blanchard, 1975.
- Nicolas Copernic, Des révolutions des orbes célestes  dans Alexandre Koyré, trad. du livre I, chapitres I à XI, vol. 1998, Diderot éditeur, arts et sciences, coll. « Pergame » (ISBN 2-84352-086-X).
- Monete cudende ratio per Nicolaum, texte latin et traduction française, par M. L. Wolowski, Librairie de Guillaumin et Cie, Paris, 1864 (https://books.google.fr/books?id=8VsHAuMCTGsC&printsec=frontcover&dq=nicole+d%27oresme&hl=fr&sa=X&ved=0ahUKEwiktM-Y2pnnAhUM8BoKHZcmA-AQ6AEIKDAA#v=onepage&q=nicole%20d'oresme&f=false)

#### Études sur la personne et l'œuvre
- Philippe Decourt, Les Vérités indésirables, vol. 1, première partie, Faut-il réhabiliter Galilée ?  (ISBN 2-903279-15-2).
- Owen Gingerich (trad. Jean-Jacques Szczeciniarz), Le Livre que nul n'avait lu. À la poursuite du « De Revolutionibus » de Copernic, Paris, Dunod, coll. « Quai des sciences », 2008 (ISBN 978-2-10-049611-2, présentation en ligne).
- (en) Owen Gingerich et James MacLachlan, Nicolaus Copernicus : Making the Earth a Planet, Oxford University Press US, 2005, 128 p. (ISBN 978-0-19-516173-1)
- Fernand Hallyn, La Structure poétique du monde. Copernic, Kepler. Paris, Seuil, 1987. (Des travaux).  (ISBN 978-2-02-009802-1).
- Pierre Kerszberg, « La Cosmologie de Copernic et les origines de la physique mathématique », Revue d'histoire des sciences, t. 34, no 1,‎ 1981, p. 3-23 (lire en ligne).
- Alexandre Koyré, La Révolution astronomique : Copernic, Kepler, Borelli, Paris, Hermann, coll. « Histoire de la pensée » (no III), 1961 (réimpr. 1974), 525 p. (ISBN 2-7056-5199-3).
- Arthur Koestler (trad. Georges Fradier), Les Somnambules : Essai sur l'histoire des conceptions de l'Univers, Paris, Les Belles Lettres, coll. « le goût des idées », 2010 (1re éd. 1960 (Camann-Lévy)) (ISBN 978-2-251-20001-9).
- Alexandre Koyré (trad. Raissa Tarr), Du monde clos à l'univers infini, Gallimard, 2009.
- Thomas Kuhn, La Révolution copernicienne, trad. Avram Hayli. Paris, Livre de Poche, 1992.  (ISBN 978-2-253-05933-2).
- Jean-Pierre Luminet, Le Secret de Copernic, Roman historique sur la vie et l’œuvre de Nicolas Copernic (1er épisode de la série Les Bâtisseurs du ciel) : Paris, Le Livre de Poche, 2008 (1re éd. Lattès, 2006)  (ISBN 978-2-253-12028-5)
- Gérard Simon, Kepler astronome, astrologue. Gallimard, 1979. (Bibliothèque des sciences humaines).
- Wanda M. Stachiewicz, Copernic et les temps nouveaux, Montréal, section canadienne de lʹInstitut polonais des arts et des sciences en Amérique, 1974.
- Jean-Jacques Szczeciniarz, Copernic et le mouvement de la terre. Paris, Flammarion, 1998.  (ISBN 978-2-08-211567-4).
- Jean-Jacques Szczeciniarz, Copernic et la révolution copernicienne, 1998, Nouvelle Bibliothèque scientifique, Flammarion.  (ISBN 2-08-211567-4).

#### Bases de données et dictionnaires
- Ressources relatives à la recherche :   - The Academic Family Tree
  - Bibliothèque interuniversitaire de santé
  - Dialnet
  - Encyclopædia Herder
  - Internet Philosophy Ontology
  - MacTutor
  - Mathematical Reviews
  - Mathematics Genealogy Project
  - Stanford Encyclopedia of Philosophy
  - ZbMATH
- Ressources relatives aux beaux-arts :   - Biographisches Lexikon der Münzmeister, Wardeine, Stempelschneider und Medailleure
  - Bridgeman Art Library
  - British Museum
  - National Portrait Gallery
  - Royal Academy of Arts
- Ressource relative à la vie publique :   - Documents diplomatiques suisses 1848-1975
- Ressource relative à l'astronomie :   - Biographical Encyclopedia of Astronomers
- Ressource relative à la santé :   - Bibliothèque interuniversitaire de santé
- Ressource relative à plusieurs domaines :   - Radio France
- Ressource relative à la bande dessinée :   - Comic Vine
- Ressource relative à la musique :   - Carnegie Hall
- Notices dans des dictionnaires ou encyclopédies généralistes :   - Britannica
  - Brockhaus
  - Den Store Danske Encyklopædi
  - Deutsche Biographie
  - Enciclopedia De Agostini
  - Gran Enciclopèdia Catalana
  - Hrvatska Enciklopedija
  - Internetowa encyklopedia PWN
  - Larousse
  - Nationalencyklopedin
  - Polski Słownik Biograficzny
  - Proleksis enciklopedija
  - Store norske leksikon
  - Treccani
  - Universalis
- Notices d'autorité :   - VIAF
  - ISNI
  - BnF (données)
  - IdRef
  - LCCN
  - GND
  - Italie
  - Japon
  - CiNii
  - Espagne
  - Belgique
  - Pays-Bas
  - Pologne
  - Israël
  - NUKAT
  - Catalogne
  - Suède
  - Vatican
  - WorldCat